# 樓嘉豪
樓嘉豪（英語：Lawrence Lau Ka Ho，1994年7月11日—），香港男演員、舞蹈員及舞蹈老師，曾為無綫電視基本藝人合約藝員，現為全職舞蹈員及擔任多間舞蹈教室導師。

## 簡歷
樓嘉豪出生於單親家庭，與母親及外婆一起生活。小時候外婆因身體狀況不好而需回內地養病，家人亦經常不在家，故此只有自己看電視打發時間，當時看周星馳的喜劇電影令他對演戲產生興趣。他於2000至2012年曾就讀聖公會何澤芸小學及葵涌循道中學，在校期間開始接觸跳舞，2012年9月也選擇以舞蹈參加香港演藝學院面試，最終成功入讀表演系戲劇藝術榮譽學士課程，並曾獲得演藝學院校友會獎學金、成龍慈善基金獎學金與區永熙藝術教育獎學金。
2017年6月，樓嘉豪正於校內表演畢業作的時候，受無綫電視高層邀請接見。因自己對電視行業認識不多又躍躍欲試，所以隨即應允加入第29期藝員訓練班，翌年3月初正式加入無綫電視，成為旗下基本藝人合約藝員。2020年，他在《十八年後的終極告白》裡飾演「少年謝家富」而為人認識；同年7月因參演《迷網》中「司徒正」一角，再次受到觀眾注目，但於2020年11月因身體健康問題，需要長期休養而離開無綫電視。2022年7月，他赴洛杉磯學習跳舞，翌年回香港後轉當全職舞蹈員兼擔任多間舞蹈教室的導師。

## 演出作品

### 電視劇
| 首播         | 劇名                           | 角色                        |
| 無綫電視     |                                |                             |
| 2018至2019年 | 愛·回家之開心速遞              | 男學生（第249集）           |
| 2018至2019年 | 愛·回家之開心速遞              | 參加者（第400集）           |
| 2018至2019年 | 愛·回家之開心速遞              | 刑事偵緝處探員（第511集）   |
| 2018至2019年 | 愛·回家之開心速遞              | 炳強（第565集）             |
| 2018年       | 是咁的，法官閣下               | 文理大學學生（第4、5、7集） |
| 2018年       | 救妻同學會                     | 軍裝警員                    |
| 2019年       | 福爾摩師奶                     | 王烈手下（第8集）           |
| 2019年       | 鐵探                           | 投訴及內部調查科警員        |
| 2019年       | 廉政行動2019                   | 酒保（第4、5集）            |
| 2019年       | 白色強人                       | 地盤工人（第12集）          |
| 2019年       | 十二傳說                       | 戴馬源手下（第7 - 9集）     |
| 2019年       | 她她她的少女時代               | 打冷舖伙計（第5 - 8集）     |
| 2019年       | 街坊財爺                       | 職員（第12集）              |
| 2019年       | 金宵大廈                       | 酒吧客人（第5、6集）        |
| 2019年       | 牛下女高音                     | 刑事偵緝處探員（第5、6集）  |
| 2019年       | 解決師                         | 大雞手下                    |
| 2019年       | 多功能老婆                     | 設計師（第21集）            |
| 2019年       | 丫鬟大聯盟                     | 賈府家丁（第14集）          |
| 2019年       | 堅離地愛堅離地（海外首播）     | 青年                        |
| 2019年       | 堅離地愛堅離地（海外首播）     | 第一隊隊員（第12、16集）    |
| 2020年       | 黃金有罪                       | 助導                        |
| 2020年       | 法證先鋒IV                     | 軍裝警員                    |
| 2020年       | 機場特警                       | 機場特警組學員              |
| 2020年       | 十八年後的終極告白             | 謝家富（少年）              |
| 2020年       | 殺手                           | 柯正雄手下（第10集）        |
| 2020年       | 迷網                           | 司徒正                      |
| 2020年       | 反黑路人甲                     | 細寶                        |
| 2020年       | C9特工                         | 冷面手下（第14、20集）      |
| 2020年       | 使徒行者3                      | 吳方庭                      |
| 2020年       | 踩過界II                       | 主播（第1、7集）            |
| 2020年       | 大步走（myTV Gold 首播）       | 創奇學員（第1集）           |
| 2020年       | 愛美麗狂想曲（myTV Gold 首播） | 伴郎（第3集）               |
| 2020年       | 愛美麗狂想曲（myTV Gold 首播） | 男客人（第24集）            |
| 2021年       | 伙記辦大事                     | 刑事偵緝處探員（第15集）    |
| 2021年       | 逆天奇案                       | 軍裝警員                    |
| 2021年       | 一笑渡凡間                     | 黃國立                      |
| 2021年       | 刑偵日記                       | 特案組組員                  |
| 2022年       | 鐵拳英雄                       | 彭家手下                    |
| See See TVB  |                                |                             |
| 2019年       | 我們與合格的距離               | 脾耳·蓋廁                   |

### 綜藝節目
| 首播     | 節目名                 | 備註                   |
| 無綫電視 |                        |                        |
| 2017年   | 我愛EYT                | 第4集嘉賓              |
| 2017年   | 萬千星輝賀台慶2017     | 固定演出嘉賓           |
| 2018年   | 新春辦年貨             | 演出開首音樂錄像       |
| 2018年   | 古巨基初心再體驗       | 固定演出               |
| 2018年   | 邵逸夫獎2018頒獎典禮   | 固定演出（禮儀先生）   |
| 2018年   | 萬千星輝賀台慶2018     | 固定演出嘉賓           |
| 2018年   | 歡樂滿東華2018         | 固定演出（禮儀先生）   |
| ViuTV    |                        |                        |
| 2023年   | Chill Club頒獎典禮2023 | 固定演出（盧瀚霆伴舞） |

### 舞台劇
| 首演         | 劇名          | 角色 / 職位  |
| 香港演藝學院 |               |              |
| 2014年       | 秩序          | 編作演員     |
| 2015年       | 鄭和的後代    | 群眾         |
| 2015年       | 鄭和的後代    | 警察         |
| 2015年       | 從八十號K開始 | 巴士小童親人 |
| 2015年       | 從八十號K開始 | 碼頭女人     |
| 2016年       | 仲夏夜之夢    | 德米         |
| 2016年       | 愛·實驗       | 亞梭         |
| 2017年       | 海鷗          | Medvedenko   |

## 外部連結
- 樓嘉豪的新浪微博
- 樓嘉豪的Facebook專頁
- 樓嘉豪的Facebook專頁
- 樓嘉豪的Instagram帳戶